# Кумлак (Огузский район)
Гумлаг (азерб. Qumlaq) — село в Огузском районе Азербайджана.

## География
Село расположено на левом берегу реки Алиджанчай, в 6 км к юго-востоку от районного центра Огуза. Близлежащие села — Баян, Таифлы.

## Топонимика
Название села переводится как песчаное место, место где много песка. Слово «гум» означает «песок» а «лаг» является словообразующим аффиксом, которое обозначает местность.

## История
Гумлаг как азербайджанское (по источнику «татарское») село Кумлахъ Нухинского уезда упоминается в «Кавказском календаре» за 1915 год.
По Азербайджанской сельскохозяйственной переписи 1921 года село Кумлаг (название по источнику) входившее в Халхало-Падарское сельское общество населяло 304 человека, по национальности тюрки-азербайджанцы (азербайджанцы).
По сведениям на 1977 год численность населения составляла 935 человек. В селе были развиты табаководство, животноводство, садоводство.

## Достопримечательности
- Мечеть XIX века[8].